# クリスティアン・ケーラー
クリスティアン・ケーラー（Christian Köhler、1809年10月13日 - 1861年1月30日）はドイツの画家である。

## 略歴
ザクセン＝アンハルト州のヴェルベン(Werben)に生まれた。作家のハインリヒ・クラウレンの馬手として働いていて、有名な画家のフリードリッヒ・ヴィルヘルム・シャドウと知り合い、美術を学ぶようになった。ベルリンの美術学校で教えていたシャドウが、デュッセルドルフ美術アカデミーの校長に任じられてデュッセルドルフに移ったため、ケーラーもエドゥアルド・ベンデマンやカール・フェルディナンド・ゾーンといったシャドウの弟子たちと共に、デュッセルドルフに移った。1927年にデュセルドルフ美術アカデミーに入学し、1829年から上級クラス、1837年から修士クラスで学び、1837年にドレスデンのブリュール宮殿で開かれた展覧会に他の学生たちとともに出展し、「デュッセルドルフ派」の評価を高めた。1851年からテオドール・ヒルデブラントの教授代理を務め、1955年にヒルデブランドの後任としてデュッセルドルフ美術アカデミーの絵画の教授長になった。1860年頃、体調を崩し南フランスで静養したが1861年に亡くなった。
ケーラーの教えた学生にはハインリヒ・フォン・アンゲリ、Carl Hertel、オラフ・イサクセン、Vincent Stoltenberg Lerche、Carl Halfdan Schilling、Zdzisław Suchodolski、Fredrik Wohlfahrtといった画家がいる。

## 作品

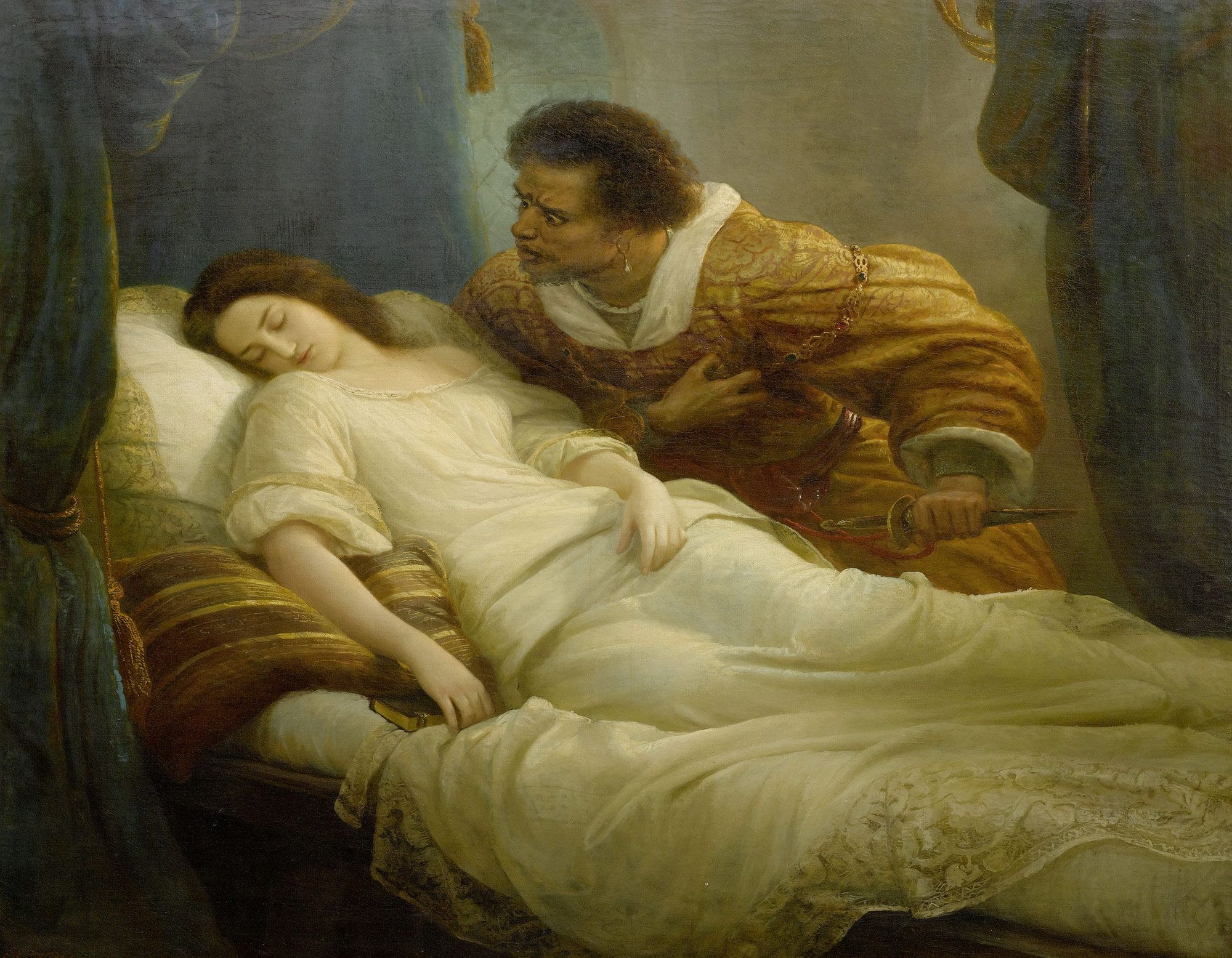
オセロ (1859)
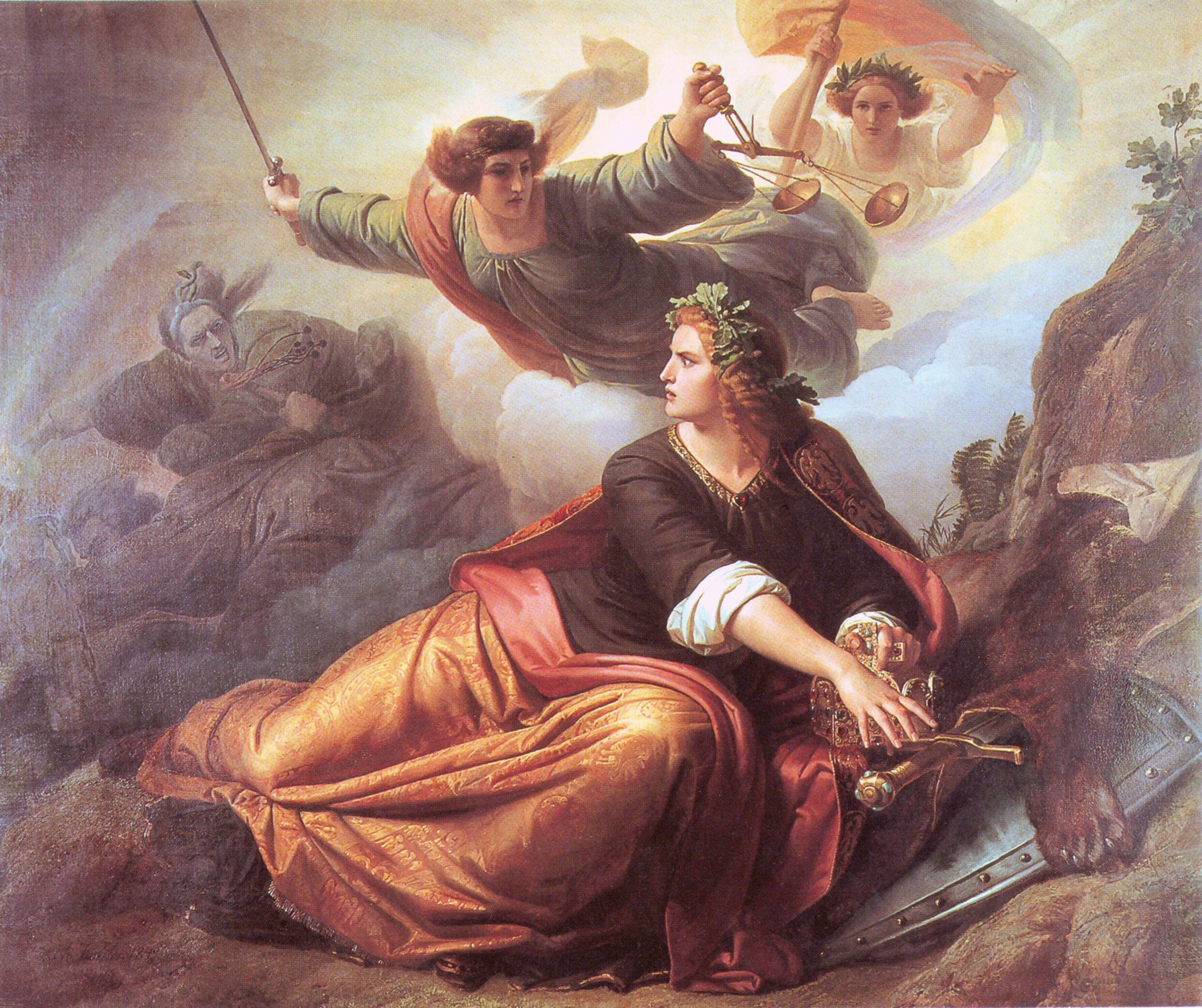
覚醒するゲルマニア (1849)
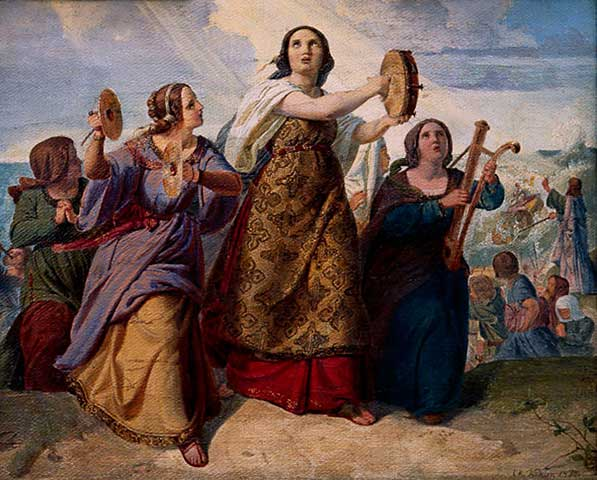
Miriam's Song of Praise